# Municipality of Kiama
Kiama är en kommun i Australien. Den ligger i delstaten New South Wales, i den sydöstra delen av landet, omkring 96 kilometer söder om delstatshuvudstaden Sydney. Antalet invånare var 21 464 vid folkräkningen 2016.
Följande samhällen finns i Kiama:
- Kiama
- Gerringong
- Jamberoo
- Minnamurra